# Adem je in
Adem je in is een lied van de Nederlandse zangeres S10. Het werd in 2021 als single uitgebracht en stond in 2022 als elfde track op het album Ik besta voor altijd zolang jij aan mij denkt. Een maand nadat het als single werd uitgebracht werd het geremixt door Frenna en Kevin.

## Achtergrond
Adem je in is geschreven door Jacqueline Govaert, Léon Palmen en Stien den Hollander en daarbij Francis Edusei en Kevin de Gier in de remixversie en geproduceerd door Palm Trees en met Vanno in de remixversie. S10 schreef samen met Govaert en De Gier het lied met een aantal vrienden in gedachten waar zij van hield. In het lied beschrijft de zangeres het gevoel van thuis dat niet door de locatie wordt bepaald, maar door de mensen die thuis thuis maken, inclusief hun geur.
Het lied is ontstaan vanuit een regel die S10 eerder had opgeschreven voordat ze samen met de andere liedschrijvers de studio in ging; "Hoe jij ruikt is als thuis". Nadat ze het lied hadden geschreven vonden de liedschrijvers dat het een duet zou moeten zijn, waarna Frenna werd gevraagd om een couplet in te zingen. Nadat de rapper zijn couplet aanleverde, besloot de zangeres toch om het lied zonder zijn bijdrage uit te brengen met de reden dat zij het zonde vond als een van haar eigen coupletten daardoor niet in het lied zat en ze vond dat zij niet een mannelijke artiest nodig had om het een goed lied te maken. Er werd wel afgesproken dat Frenna als hij dat wilde een remix kon maken. Deze remix werd gemaakt met Kevin, en werd uitgebracht een maand na de originele uitgave. Deze versie werd veel gestreamd op Spotify en werd een hit. De videoclip van de remix werd opgenomen in één dag. De remixsingle heeft in Nederland de platina status.
Tevens won ze met het nummer een #Video Award in de categorie Beste Music Video.

## Hitnoteringen
De remixversie van het lied stond genoteerd in de Nederlandse hitlijsten. In de Single Top 100 kwam het tot de derde plaats en stond het 42 weken in de lijst. In de Top 40 waren de originele versie en de remixversie gecombineerd in de notering, wat piekte op de vijftiende plaats. Het was acht weken in deze hitlijst te vinden. Bij een verkiezing van 3voor12 in 2022 voor het allerbeste Nederlandstalige liedje ooit geschreven eindigde Adem je in op de tweede plaats, achter Mooi van Maarten van Roozendaal.

### NPO Radio 2 Top 2000
| Nummer met noteringen in de NPO Radio 2 Top 2000 | '22 | '23  | '24  |
| ------------------------------------------------ | --- | ---- | ---- |
| Adem je in                                       | 926 | 1548 | 1623 |

1. ↑  Een vetgedrukt getal geeft de hoogste notering aan.
2. ↑  2022 was het eerste jaar met een notering voor dit nummer.